# Maria de las Mercedes di Borbone-Spagna
L'Infanta María de las Mercedes Isabel Teresa Cristina Alfonsa Jacinta di Spagna, principessa delle Asturie (Madrid, 11 settembre 1880 – Madrid, 17 ottobre 1904), è stata una principessa spagnola.

## Biografia
Nata al Palazzo reale di Madrid, Maria de las Mercedes era la figlia maggiore di Alfonso XII e della sua seconda moglie, Maria Cristina d'Austria. La sua madrina fu la regina Isabella II, sua nonna paterna, che arrivò da Parigi per assistere alla nascita della sua prima nipote. Ci fu una grande delusione, perché la famiglia e la nazione speravano in un maschio. La bambina pertanto venne trattata solo come un'infanta. Il 12 novembre 1882 nacque sua sorella, l'infanta Maria Teresa. Il matrimonio dei suoi genitori entrò in crisi: Alfonso aveva sposato Maria Cristina al fine di assicurarsi la successione al trono e rimase deluso quando diede alla luce due figlie, mentre lui aveva già due figli nati da due relazioni extraconiugali. Nel luglio del 1883, Maria Cristina lasciò la corte spagnola e viaggiò con le figlie a visitare la propria famiglia in Austria.
Nell'estate del 1884 la salute di Alfonso XII peggiorò, avendo contratto la tubercolosi. Dopo un breve miglioramento, il re morì il 25 novembre 1885 e Maria de las Mercedes divenne il capo dello Stato di Spagna sotto la reggenza di sua madre. Non fu proclamata sovrana, perché sua madre era incinta. La nascita di un'altra sorella avrebbe fatto di lei la regina, ma Maria Cristina partorì un maschio, che divenne re Alfonso XIII alla sua nascita, il 17 maggio 1886.

### Formazione

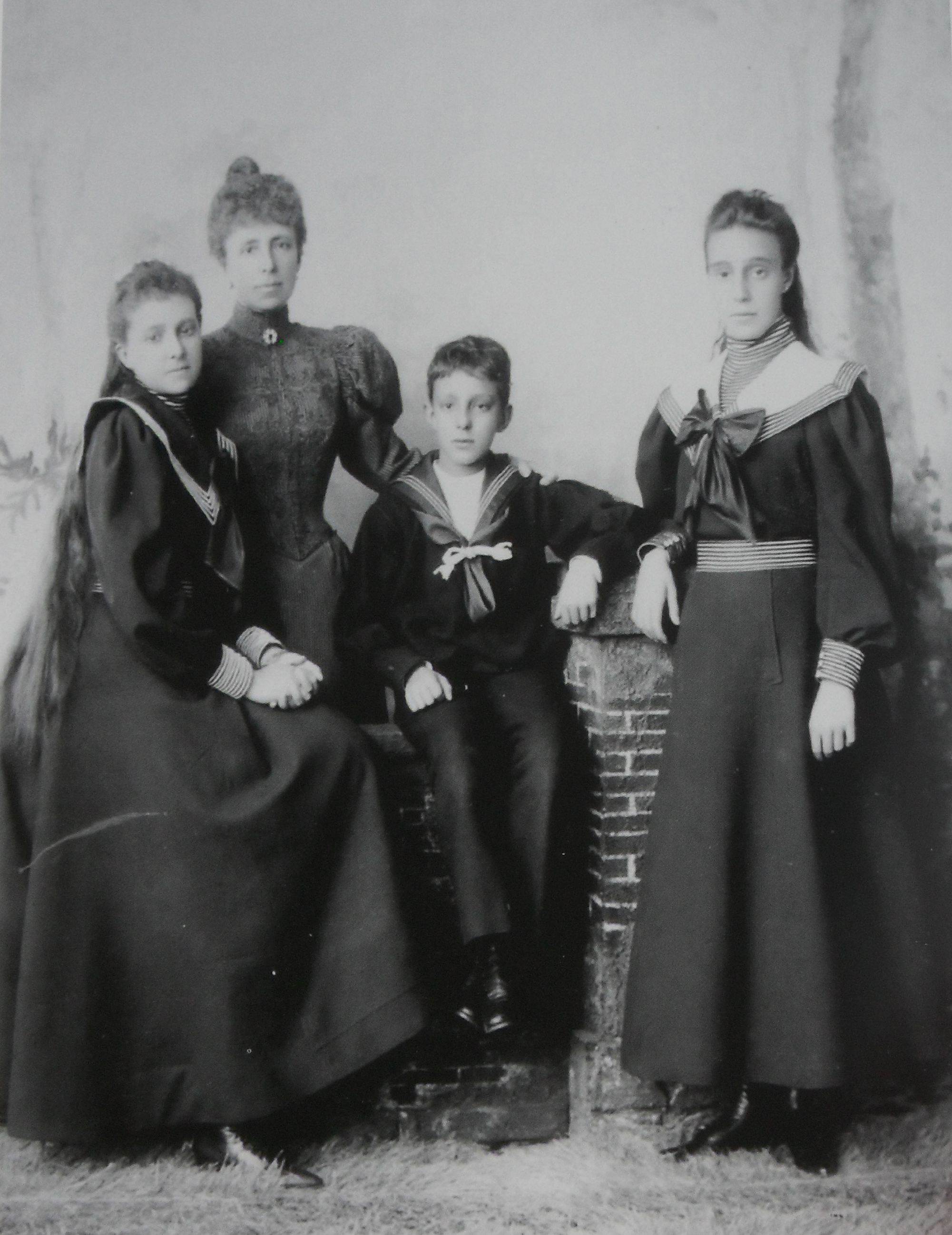
Maria de las Mercedes con la regina Maria Cristina, re Alfonso XIII e l'infanta Maria Teresa

Mercedes fece la sua prima apparizione pubblica alla corte reale durante la reggenza della madre. La formazione della principessa delle Asturie e di sua sorella minore, l'infanta Maria Teresa, era stata limitata al palazzo reale di Madrid in un ambiente austero guidato da due vedove: la loro madre e la loro zia paterna, Isabella. Nonostante il suo status costituzionale, Maria de las Mercedes non ricevette un'educazione che l'avrebbe preparata per governare la nazione, ma un'educazione convenzionale alle principesse del suo tempo. C'erano lezioni di pianoforte, pittura, lavoro a maglia e la regina coinvolgeva la figlia nei doveri del palazzo. Una particolare attenzione fu rivolta all'obbedienza e ai precetti religiosi.
Maria de las Mercedes divenne una giovane donna seria, timida e poco attraente. Assomigliava agli Asburgo, a causa del suo lungo viso. Nella sua adolescenza Maria de las Mercedes accompagnò la madre nei suoi viaggi all'estero, in visita alla nonna paterna a Parigi e alla sua zia paterna a Monaco di Baviera e la nonna materna Elisabetta Francesca a Vienna.
La situazione in Spagna si complicò con la guerra ispano-americana del 1898. Lei e sua sorella, per volere della madre, non ebbero il permesso di prendere parte alla vita sociale della nobiltà spagnola. La regina offrì una festa nel palazzo reale in occasione del debutto in società delle sue figlie, il 9 maggio 1899. Al ballo, Mercedes si innamorò del principe Carlo Tancredi di Borbone-Due Sicilie.

### Matrimonio
Il principe Carlo, primo cugino della regina Maria Cristina, apparteneva alla famiglia reale delle due Sicilie ed era arrivato in Spagna anni prima per intraprendere la carriera militare nell'esercito spagnolo. Egli venne scelto come futuro marito di Maria de las Mercedes sia dalla regina Maria Cristina che dall'infanta Isabella. Si era ritenuto di primaria importanza far sposare Maria de las Mercedes ad un membro della famiglia Borbone, al fine di evitare un cambiamento dinastico nel caso lei fosse succeduta a suo fratello. Il principe Carlo offriva altri vantaggi come sposo della principessa delle Asturie. Egli non apparteneva a una famiglia reale regnante e quindi poteva stabilirsi in modo permanente in Spagna e ricevere la nazionalità spagnola. Dovette però rinunciare ai suoi diritti alla corona delle Due Sicilie, siccome era terzo in linea di successione dopo il padre e il fratello maggiore.
Carlo era di carattere serio, timido, bello, e Maria de las Mercedes era attratta da lui. Il loro fidanzamento venne annunciato il 14 dicembre 1899. Si prospettò subito una forte opposizione del partito liberale, della fazione repubblicana e di un ampio spettro della società spagnola. Non c'era nulla di personale contro il principe stesso, ma suo padre, il conte di Caserta, era stato un generale nell'ultima guerra carlista e aveva preso parte al saccheggio della città di Cuenca. Si temeva che Carlo, dopo aver sposato Maria de las Mercedes, avrebbe portato il partito carlista troppo vicino al trono di Spagna.
Il giorno delle nozze le strade che conducono al palazzo reale furono barricate per paura dei manifestanti e un vasto schieramento di truppe venne schierato per le vie della capitale. Non vi furono, tuttavia, incidenti di rilievo; la cerimonia venne celebrata il 14 febbraio 1901 nella cappella del palazzo reale di Madrid. Carlo venne creato infante di Spagna e principe reale.
La coppia visse al palazzo reale di Madrid in prossimità della regina Maria Cristina, come lei stessa aveva voluto.
Quando era incinta del suo terzo figlio, 20 giorni prima del parto, Maria si ammalò gravemente. Le venne diagnosticata un'appendicite, che inizialmente era stata identificata come semplici crampi intestinali. Il 16 ottobre 1904 diede alla luce prematuramente il suo terzo figlio, la principessa Isabella Alfonsa.
La salute della madre era così seriamente compromessa che venne data poca attenzione alla bambina, che venne creduta morta fino a quando il giovane re Alfonso si rese conto che era viva. Mercedes morì il giorno seguente, il 17 ottobre 1904, circondata dalla sua famiglia.
I suoi figli furono lasciati alle cure della regina Maria Cristina e crebbero alla corte del re Alfonso XIII.
Il vedovo si risposò e una delle sue figlie fu la madre del re Juan Carlos di Spagna.

## Discendenza
Maria e Carlo ebbero tre figli:
- Don Alfonso Maria di Borbone-Due Sicilie, Infante di Spagna (1901–1964);
- Don Ferdinando di Borbone-Due Sicilie (1903-1905);
- Donna Isabella Alfonsa di Borbone-Due Sicilie, Infanta di Spagna (1904-1985); sposò il conte Jan Zamoyski (1900-1961), ebbero figli.

## Ascendenza
|                                         |                         |                                       | Genitori                      |  |  | Nonni |  |  | Bisnonni                             |  |  | Trisnonni          |  |
|                                         |                         |                                       |                               |  |  |       |  |  | Francesco di Paola di Borbone-Spagna |  |  | Carlo IV di Spagna |  |
|                                         |                         |                                       |                               |  |  |       |  |  | Francesco di Paola di Borbone-Spagna |  |  | Carlo IV di Spagna |  |
|                                         |                         | Luisa di Borbone-Parma                |                               |  |  |       |  |  | Francesco di Paola di Borbone-Spagna |  |  |                    |  |
| Francesco di Borbone-Spagna             |                         |                                       |                               |  |  |       |  |  | Francesco di Paola di Borbone-Spagna |  |  |                    |  |
|                                         |                         | Carlotta di Borbone-Due Sicilie       | Francesco I delle Due Sicilie |  |  |       |  |  |                                      |  |  |                    |  |
|                                         |                         | Carlotta di Borbone-Due Sicilie       | Francesco I delle Due Sicilie |  |  |       |  |  |                                      |  |  |                    |  |
|                                         |                         | Carlotta di Borbone-Due Sicilie       | Isabella di Borbone-Spagna    |  |  |       |  |  |                                      |  |  |                    |  |
| Alfonso XII di Spagna                   |                         | Carlotta di Borbone-Due Sicilie       |                               |  |  |       |  |  |                                      |  |  |                    |  |
|                                         |                         | Ferdinando VII di Spagna              | Carlo IV di Spagna            |  |  |       |  |  |                                      |  |  |                    |  |
|                                         |                         | Ferdinando VII di Spagna              | Carlo IV di Spagna            |  |  |       |  |  |                                      |  |  |                    |  |
|                                         |                         | Ferdinando VII di Spagna              | Maria Luisa di Borbone-Parma  |  |  |       |  |  |                                      |  |  |                    |  |
| Isabella II di Spagna                   |                         | Ferdinando VII di Spagna              |                               |  |  |       |  |  |                                      |  |  |                    |  |
|                                         |                         | Maria Cristina di Borbone-Due Sicilie | Francesco I delle Due Sicilie |  |  |       |  |  |                                      |  |  |                    |  |
|                                         |                         | Maria Cristina di Borbone-Due Sicilie | Francesco I delle Due Sicilie |  |  |       |  |  |                                      |  |  |                    |  |
|                                         |                         | Maria Cristina di Borbone-Due Sicilie | Isabella di Borbone-Spagna    |  |  |       |  |  |                                      |  |  |                    |  |
| Maria de las Mercedes di Borbone-Spagna |                         | Maria Cristina di Borbone-Due Sicilie |                               |  |  |       |  |  |                                      |  |  |                    |  |
|                                         | Carlo d'Austria-Teschen | Leopoldo II d'Asburgo-Lorena          |                               |  |  |       |  |  |                                      |  |  |                    |  |
|                                         | Carlo d'Austria-Teschen | Leopoldo II d'Asburgo-Lorena          |                               |  |  |       |  |  |                                      |  |  |                    |  |
|                                         | Carlo d'Austria-Teschen | Ludovica di Borbone-Spagna            |                               |  |  |       |  |  |                                      |  |  |                    |  |
| Carlo d'Austria-Teschen                 | Carlo d'Austria-Teschen |                                       |                               |  |  |       |  |  |                                      |  |  |                    |  |
|                                         |                         | Enrichetta di Nassau-Weilburg         | Federico di Nassau-Weilburg   |  |  |       |  |  |                                      |  |  |                    |  |
|                                         |                         | Enrichetta di Nassau-Weilburg         | Federico di Nassau-Weilburg   |  |  |       |  |  |                                      |  |  |                    |  |
|                                         |                         | Enrichetta di Nassau-Weilburg         | Luisa Isabella di Kirchberg   |  |  |       |  |  |                                      |  |  |                    |  |
| Maria Cristina d'Asburgo-Teschen        |                         | Enrichetta di Nassau-Weilburg         |                               |  |  |       |  |  |                                      |  |  |                    |  |
|                                         |                         | Giuseppe d'Asburgo-Lorena             | Leopoldo II d'Asburgo-Lorena  |  |  |       |  |  |                                      |  |  |                    |  |
|                                         |                         | Giuseppe d'Asburgo-Lorena             | Leopoldo II d'Asburgo-Lorena  |  |  |       |  |  |                                      |  |  |                    |  |
|                                         |                         | Giuseppe d'Asburgo-Lorena             | Ludovica di Borbone-Spagna    |  |  |       |  |  |                                      |  |  |                    |  |
| Elisabetta d'Asburgo-Lorena             |                         | Giuseppe d'Asburgo-Lorena             |                               |  |  |       |  |  |                                      |  |  |                    |  |
|                                         |                         | Maria Dorotea di Württemberg          | Ludovico di Württemberg       |  |  |       |  |  |                                      |  |  |                    |  |
|                                         |                         | Maria Dorotea di Württemberg          | Ludovico di Württemberg       |  |  |       |  |  |                                      |  |  |                    |  |
|                                         |                         | Maria Dorotea di Württemberg          | Enrichetta di Nassau-Weilburg |  |  |       |  |  |                                      |  |  |                    |  |
|                                         |                         | Maria Dorotea di Württemberg          |                               |  |  |       |  |  |                                      |  |  |                    |  |